# Малатеста, Малатестино
Малатестино (Малатеста I) Малатеста (итал. Malatestino (Malatesta I) Malatesta), прозвища Иль Герчио (Il Guercio) и Одноглазый (dell’Occhio; ум. 14 октября 1317) — сеньор Римини с 1312 года.
Старший сын Малатеста да Веруккьо (ум. 1312).
Подеста Чезены (1290—1295), капитан народа в Болонье (1296), подеста Римини (1302), капитан народа во Флоренции (1303).
С 1312 года сеньор Римини, также получил во владение Чезену и Джези.
Пригласил якобы для переговоров Гвидо дель Кассеро и Анджолелло да Кариньяно, наиболее влиятельных людей города Фано, в прибрежный город Каттолику, между Фано и Римини, и на пути туда его наемники сбросили их с корабля. После этого захватил Фано.
Умер в 1317 году. Ему наследовал брат — Пандольфо I.
Феррантино, сын Малатестино Малатеста, правил Римини в 1326—1335 годах.